# Processo di Chabarovsk
Il processo di Chabarovsk fu una serie di audizioni tenute tra il 25 dicembre 1949 e il 31 dello stesso mese nella città di Chabarovsk, nell'ex Unione Sovietica.

## Storia
Nello specifico, dodici membri dell'esercito imperiale giapponese di Kwantung vennero processati come criminali di guerra per la fabbricazione e l'uso di armi biologiche durante la seconda guerra mondiale. Tuttavia, colui che era stato considerato il principale responsabile del programma bellico batteriologico giapponese, Shirō Ishii, non comparve come accusato, né in questo processo né in altri, poiché egli venne protetto dagli Stati Uniti d'America. L'avvocato che portò il caso fu Lev Smirnov, uno degli accusatori sovietici ai processi di Norimberga contro i medici nazisti responsabili di esperimenti umani nei campi di sterminio come Auschwitz e Dachau.
Durante i processi, alcuni degli imputati, come Kiyashi Kawashima, affermarono che già nel 1941 circa 40 membri dell'Unità 731 diffusero pulci contaminate sulla città cinese di Changde, causando l'inizio di un'epidemia di peste. I dodici criminali di guerra accusati vennero poi condannati a pene che andarono dai due ai venticinque anni di reclusione in un campo di lavoro. Una trascrizione parziale del processo fu pubblicata in varie lingue nel 1950. Tutti gli imputati furono rimpatriati in Giappone nel 1956. All'inizio dei decenni successivi, un programma di ricerca sulla guerra batteriologica fece seguito alle informazioni ottenute dall'Unione Sovietica in questo processo.

## Le sentenze
| Nome                        | Funzione                                               | Sentenza              |
| --------------------------- | ------------------------------------------------------ | --------------------- |
| Gen. Otozō Yamada           | comandante in capo dell'Armata del Kwantung            | 25 anni di reclusione |
| Ten. Gen. Kajitsuka Ryuji   | capo dell'amministrazione medica                       | 25 anni di reclusione |
| Lt. Gen. Takahashi Takaatsu | capo del servizio veterinario                          | 25 anni di reclusione |
| Mag. Gen. Kawashima Kiyoshi | capo dell'unità 731                                    | 25 anni di reclusione |
| Mag. Gen. Sato Shunji       | capo del servizio medico, 5ª armata                    | 20 anni di reclusione |
| Ten. Col. Nishi Toshihide   | capo di una divisione dell'unità 731                   | 20 anni di reclusione |
| Magg. Karasawa Tomio        | capo di una sezione dell'unità 731                     | 18 anni di reclusione |
| Ser. Mitomo Kazuo           | membro dell'Unità 100                                  | 15 anni di reclusione |
| Mag. Onoue Masao            | capo di un ramo dell'unità 731                         | 12 anni di reclusione |
| Ten. Hirazakura Zensaku     | ricercatore dell'Unità 100                             | 10 anni di reclusione |
| Kurushima Yuji              | inserviente di laboratorio del ramo 162 dell'unità 731 | 3 anni di reclusione  |
| Cap. Kikuchi Norimitsu      | infermiere medico del ramo 643 dell'unità 731          | 2 anni di reclusione  |